# 神道大辞典
『神道大辞典』（しんとうだいじてん）は、昭和12年（1937年）から15年（1940年）にかけて平凡社より出版された、神道に関する用語や、神社とその祭神、祭礼等について解説した辞典である（全3巻）。皇紀2600年（昭和15年）の祝典記念として計画、出版され、当初は全5巻の構成となる予定であったが、時局の影響で3巻で終わっている。
出版当時の平凡社社長である下中弥三郎は序文で、日本は政治経済教化等の全分野において祭祀を根底とする神国なので「神祇に関する知識と理解」を十全とすべきであるが、それ以前に同社が出版した山川鵜市の『神祇辞典』は好著であるものの規模が小さい為、改めて大辞典を出版したと述べている。各記事は「専門諸家」が担当し、それを編輯者4名（下中弥三郎を含む）が編集、監修者である宮地直一と佐伯有義が査閲を行ない、各執筆事項に執筆者の署名はなされていないが、執筆者独自の研究によるものについては署名がついているものもある。
昭和44年（1969年）に臨川書店より3巻本として複製本がでており、さらに同61年（1986年）にはこの3巻本を縮小して1巻にまとめた縮刷復刻版が同所より出版されている。